# Castiglioncello
Castiglioncello est un hameau de la commune de Rosignano Marittimo en Toscane en Italie, dans la province de Livourne, comptant environ 3800 hab..

## Histoire
Village de pêcheurs déjà occupé lors de la période étrusque, avant-poste des Médicis qui y firent construire une tour de surveillance sur le promontoire (récemment restaurée), la tour de Castiglioncello.
Le village est une célèbre localité balnéaire depuis le milieu du XIXe siècle et c'est au milieu de ses criques abritées et de son épais maquis méditerranéen que s'est développé le mouvement pictural des Macchiaioli, exprimé à travers les œuvres de Giovanni Fattori, Odoardo Borrani, Silvestro Lega, Telemaco Signorini, Giuseppe Abbati et beaucoup d'autres. Ils avaient coutume d'aller en vacances à Castiglioncello, souvent hébergés par le mécène Diego Martelli, et leurs peintures représentent souvent les habitations et les collines limitrophes.
Sur la place centrale, la place de la Victoire, noyée dans la verdure, se dresse la silhouette du château Pasquini, construit dans les trois premières années du XXe siècle par le baron Fausto Lazzaro Patrone, dont le style a influencé l'architecture de la gare ferroviaire, inaugurée en 1912 avec le chemin de fer Vada-Livourne qui a facilité les trajets entre Gênes et Rome. Depuis toujours lieu de rencontre où le délassement se combine au divertissement, Castiglioncello est, dans les années 1960, devenu un lieu de vacances important, recherché par de nombreux protagonistes du monde de la culture et du spectacle, Castiglioncello est un centre important qui héberge des manifestations artistiques et scientifiques. 
Le village possède le Musée archéologique national de Castiglioncello, fondé par Luigi Adriano Milani (it) qui héberge le mobilier funéraire d'une nécropole étrusque découverte entre 1903 et 1911.
Castiglioncello a accueilli l'équipe du film de Dino Risi, Le Fanfaron au début des années 1960.

## Plages
- Plages de Chioma, Campolecciano, Quercetano, Punta Righini, Porticciolo, Portovecchio et Caletta.

## Galerie

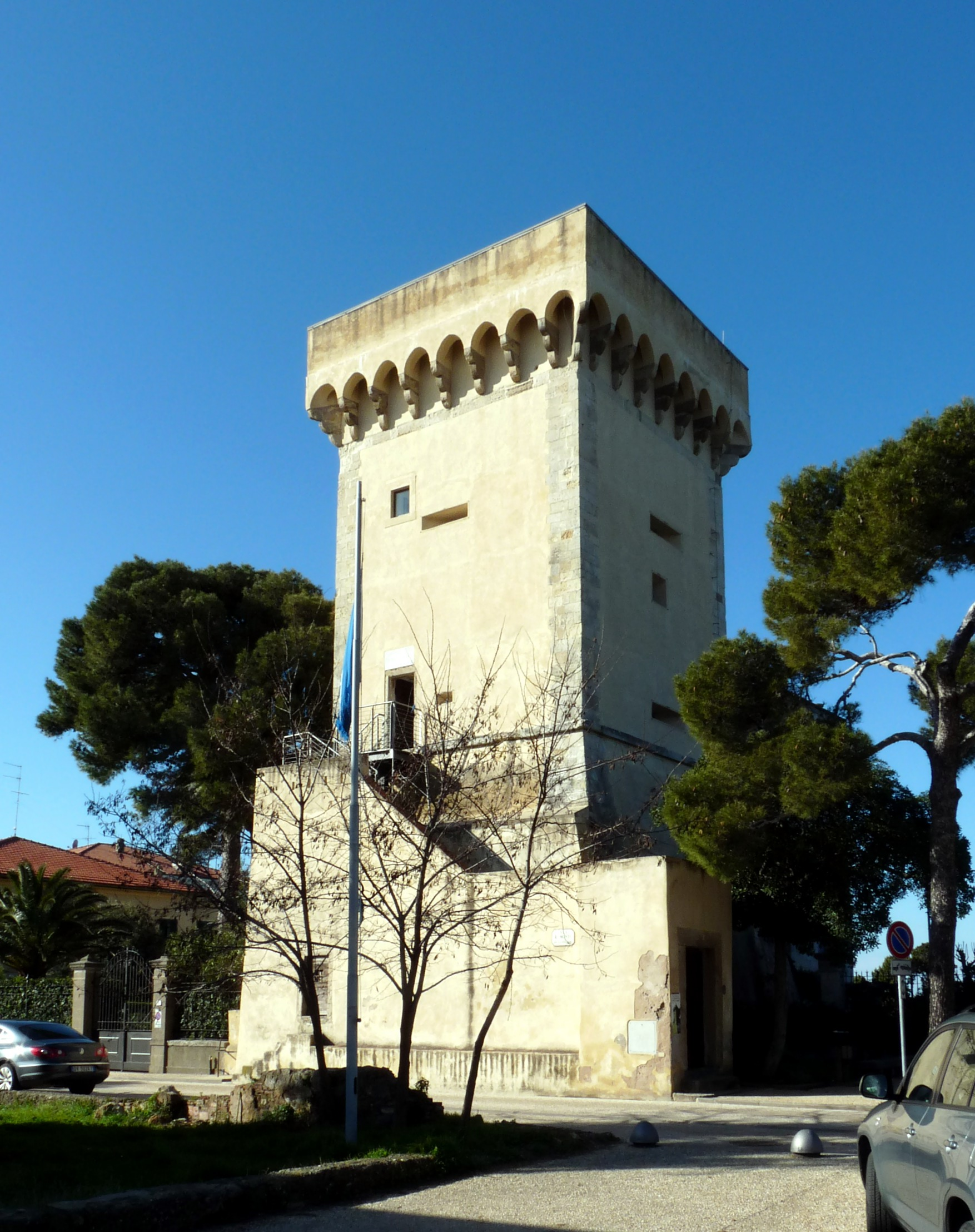
La tour de Castiglioncello.
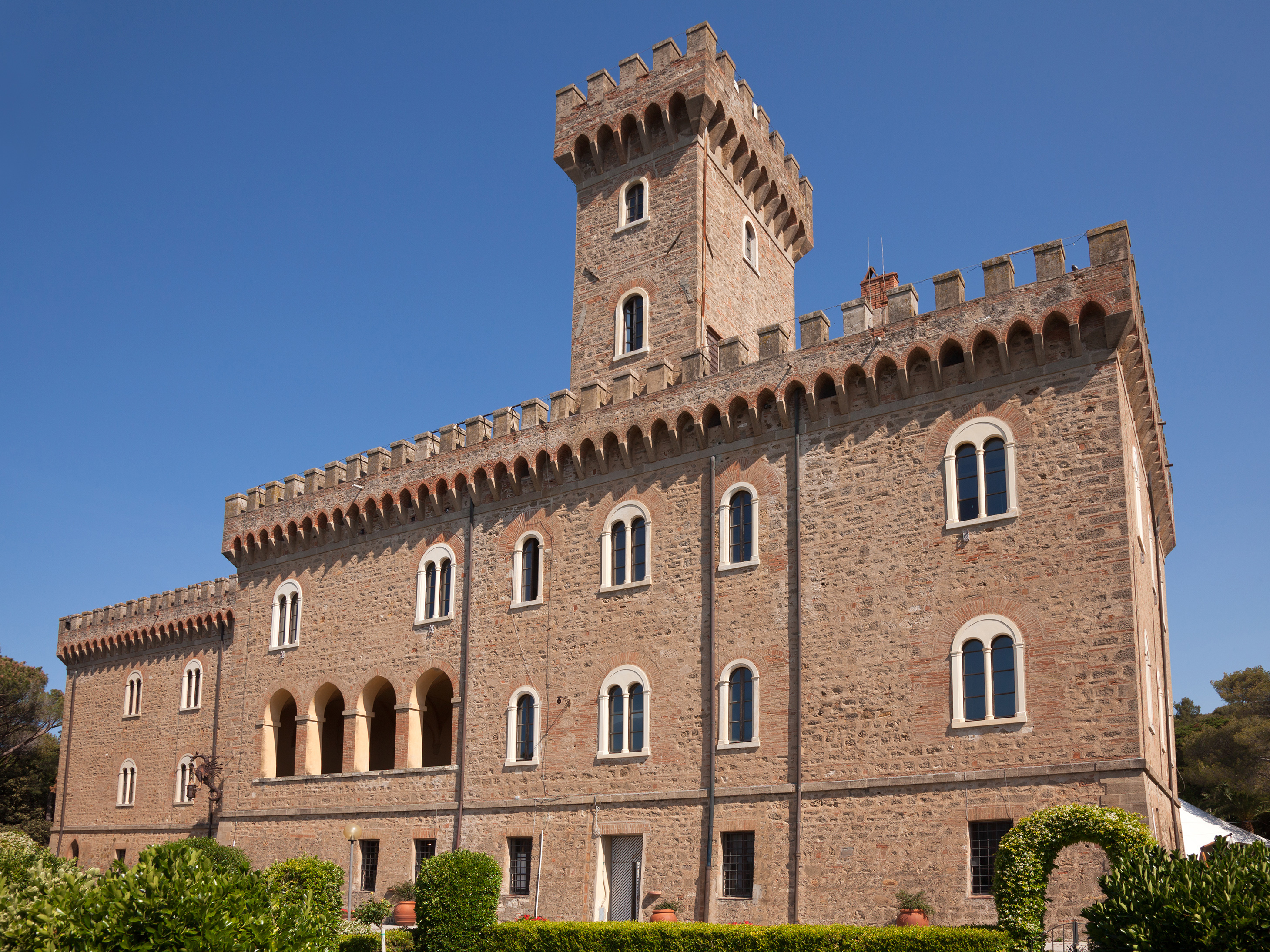
Le château Pasquini.